# Guerra latina
La Guerra latina oppose la Repubblica romana ai vicini popoli Latini, alleati a certe città dei Campani, dei Volsci, degli Aurunci e dei Sidicini, dal 340 al 338 a.C., Roma ebbe come alleata la confederazione sannitica, dopo il rinnovo dell'alleanza al termine della prima guerra sannitica (343 - 341 a.C.). Si risolse in una vittoria romana, una disfatta della Lega Latina, e la definitiva acquisizione del territorio sotto l'influenza romana. Terminò con la dissoluzione della lega latina e l'incorporazione dei suoi territori nella sfera d'influenza di Roma. I Latini, i Volsci e i Campani già sottomessi ottennero in parte i diritti dei cittadini romani e furono obbligati a registrarsi per censo e soprattutto a prestare il servizio militare a fianco delle legioni romane. In questo modo Roma ottiene una quantità enorme di ulteriori alleati. Il potere romano nel Lazio e in Campania, così come il conseguente rafforzamento del confine con i Sanniti, portò poi nel 327 a.C. allo scoppio della seconda guerra sannitica. Gli eventi della prima guerra sannitica e poi della successiva guerra latina costituirono i primi passi verso la conquista romana dell'Italia.

## Le fonti
Il principale autore antico giunto fino a noi della guerra latina è stato lo storico latino Tito Livio che descrisse gli avvenimenti nel libro VIII della sua storia di Roma, Ab Urbe condita libri. Troviamo inoltre una descrizione dei fatti in un frammento delle Antichità romane di Dionigi di Alicarnasso, storico greco contemporaneo di Tito Livio, e in un riassunto dello storico bizantino del XII secolo Giovanni Zonara della storia romana di Cassio Dione.
Gli storici moderni considerano queste descrizioni della guerra latina una combinazione di fatti storici e immaginari. In effetti, i tre autori citati vissero diversi secoli dopo i fatti e si basarono su fonti più antiche che, a loro volta, avevano interpretato i fatti, influenzati dai problemi delle loro rispettive epoche. Tra gli autori utilizzati da Tito Livio, ad esempio, molti vissero all'epoca della guerra sociale (91-88 a.C.), che vide Roma combattere contro gli allati italici, e in questo scontro videro una situazione molto simile a quella della guerra latina, tanto da introdurre molti elementi anacronistici nelle loro storie.

## Contesto storico

### Le relazioni romano-latine (500 - 343 a.C.)
I Latini non avevano una struttura governativa centralizzata. Erano infatti divisi in numerose città autonome, pur condividendo la stessa lingua, la stessa cultura e alcune istituzioni legali e religiose. Un primo conflitto vide Roma opporsi alle altre città latine agli inizi del V secolo a.C., e vide i Romani vittoriosi presso il lago Regillo. Le città-stato di lingua latina conclusero allora un'alleanza militare, il cosiddetto Foedus Cassianum del 486 a.C. secondo la tradizione, per organizzare più efficacemente la resistenza contro le frequenti invasioni dei popoli confinanti, in particolar modo contro Equi e Volsci. Roma poté beneficiare da questo momento in poi, di una posizione nettamente più vantaggiosa all'interno di questa alleanza, rispetto alle altre città latine.
Verso l'inizio del IV secolo a.C., i Latini non si sentivano più minacciati dalle popolazioni confinanti, ma iniziarono a risentire del crescente potere di Roma come una nuova minaccia. Diverse guerre scoppiarono allora tra Rome e alcune città latine, che decisero anche di appoggiare alcuni nemici di Roma, come i Volsci, pur di contrastarne la sua ascesa. Alla fine, Latini e Volsci non furono più in grado di impedire ai Romani di prendere il controllo sulle paludi pontine volsce e sui monti Lepini, e di annettere la città latina di Tusculum nel 381 a.C..
La nuova minaccia rappresentata dalle invasioni celtiche in Italia sembra abbia convinto alcune città latine a rinnovare l'alleanza con Roma per far fronte comune nel 358 a.C., ma città come Tibur o Praeneste, che avevano in passato diretto delle operazioni contro Roma, si rifiutarono e si accontentarono di negoazire la pace nel 354 a.C. dopo una lunga guerra. Parallelamente, furono condotte altre guerre contri i Volsci che alla fine furono pacificati.
Durante gli anni del 340 a.C., i rapporti tra Romani e Latini tornarono a deteriorarsi. Tito Livio racconta che nel 349 a.C., mentre l'Italia stava affrontando una nuova invasione gallica, i Latini si rifiutarono di fornire delle truppe e nel 343 a.C., gli stessi si accordarono per attaccare Roma. Tuttavia, alla notizia delle vittorie romane sui Sanniti, i Latini abbandonano il loro piano originale e attaccano Peligni.

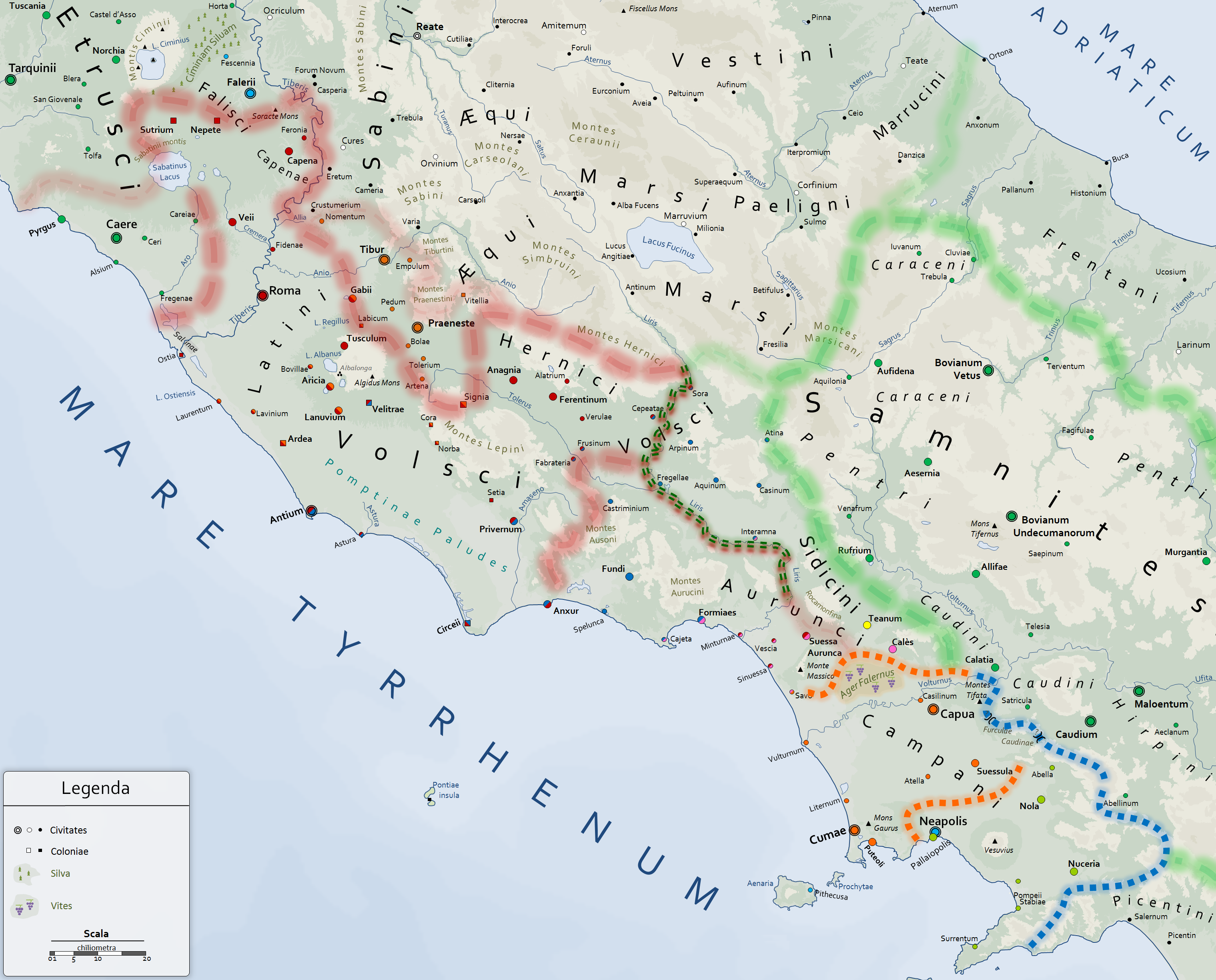
Mappa del Latium vetus, del Latium adiectum, della Campania e del Samnium alla vigilia della prima guerra sannitica.
Legenda dei colori delle città e delle colonie:
Legenda dei colori dei confini:

██ Etruschi

██ Falisci

██ Romani

██ Città latina dominata da Roma o colonia romano-latina

██ Latini

██ Città dominata da Roma o colonia romana popolata da nativi Volsci

██ Volsci

██ Città volsca o aurunca

██ Città aurunca dominata da Roma

██ Aurunci

██ Sidicini

██ Città volsca o sannita

██ Sanniti (Caraceni, Pentri, Caudini, Irpini)

██ Stato campano di Capua

██ Campani sotto l'influenza sannita

██ Greci

██ Popoli neutrali: Umbri, Sabini, Equi, Vestini, Marsi, Peligni, Marrucini, Frentani e Piceni

██ Confini approssimativi della sfera d'influenza romana e sannita sulla base del trattato del 354 a.C.

██ Confini approssimativi dei territori sotto il dominio romano

██ Confini approssimativi dei territori sotto il dominio sannita

██ Confini approssimativi dello stato campano di Capua

██ Confini tra il Samnium e la Campania

### La prima guerra sannitica (343 - 341 a.C.)
I Sanniti erano organizzati in una confederazione tribale che si trovava lungo la catena degli Appennini centro-meridionali. Nel 354 a.C., conclusero un trattato d'amicizia con i Romani, fissando il confine tra le loro rispettive sfere d'influenza lungo il fiume Liri.
Ma nel 343 a.C., nonostante pochi anni prima fosse stato siglato il trattato, lo stesso venne disatteso a causa degli interessi comuni per il dominio sulla Campania e portò inevitabilmente allo scoppio della prima guerra sannitica. Secondo Tito Livio, questa guerra fu provocata dell'attacco dei Sanniti nei confronti dei Sidicini. Incapaci di resistere, i Sidicini chiesero aiuto ai Campani, la cui capitale era Capua, che a sua volta si era sottomessa ai Sanniti. Fu così che i Campani decisero di sottomettersi a Roma (deditio) in modo che i Romani potessero intervenire e proteggerli. Gli storici moderni, sebbene non rifiutino l'idea di una forma di alleanza tra Roma e Capua, non sono d'accordo sull'autenticità della sottomissione volontaria da parte dei Campani, che potrebbe essere solo un'invenzione successiva per legittimare l'azione di Roma in Campania.
La prima guerra sannitica terminò quindi nel 341 a.C. con la negoziazione di una pace e il rinnovo del trattato tra Roma e i Sanniti. E se da un lato i Romani mantenevano il controllo sulla Campania, accettavano che i Sidicini facessero parte della sfera d'influenza sannitica; tutto ciò secondo la tradizione antica.

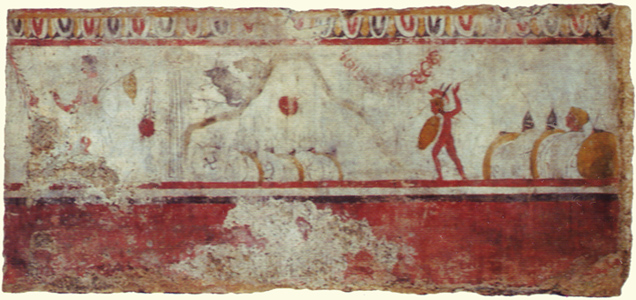
Rappresentazione della battaglia delle Forche Caudine del 321 a.C., dove i Sanniti ebbero la meglio sui Romani.

Secondo buona parte della storiografia moderna, la prima guerra sannitica, così come è stata ricostruita dalla tradizione antica (vedi sopra), potrebbe essere frutto di invenzioni o più semplicemente di una differente cronologia dei fatti. La storica italiana Marta Sordi riteneva, infatti, che la grande guerra latina fosse da anticipare rispetto alla prima guerra sannitica, per una serie di incoerenze cronologiche evidenti; la studiosa daterebbe l'inizio della guerra sannitica al 331 a.C. e la sua fine a dieci anni più tardi nel 321 a.C., quando i Romani furono pesantemente sconfitti alle Forche caudine. La nuova cronologia risulterebbe pertanto come segue: 
- nel 354 a.C. vi sarebbe stato il patto di alleanza tra Romani e Sanniti (foedus);[23]
- nel 349 a.C. l'inizio della "grande guerra latina" terminata nel 347 a.C., che vide schierati da una parte Romani e Sanniti, dall'altra Latini e Campani;[24]
- nel corso della guerra latina la sottoscrizione del trattato tra Roma e Cartagine del 348 a.C., contro anche gli stessi Latini;[23]
- nel 331 a.C. l'inizio della prima guerra sannitica con la rottura del foedus tra Romani e Sanniti (fino ad allora mai disatteso, come invece vorrebbe la tradizione antica), terminata nel 321 a.C. con una sconfitta romana, che costrinse Roma a rinunciare a difendere i Sidicini e ad abbandonare le colonie di Fregellae e Cales[23][25]
- Pentapoli Aurunca: le città appartenenti alla lega erano Ausona, Vescia, Minturnae, Sinuessa e Suessa. Tuttavia su localizzazione ed appartenenza esistono varie controversie. Durante la guerra latina le città della lega, al pari dei Volsci e dei Campani, sostennero i Latini contro Roma e i loro alleati Sanniti. La guerra, combattuta tra il 340 a.C. e il 338 a.C., si concluse con la vittoria dei romani. Le città della Lega commbatterono nuovamente contro Roma durante la Seconda guerra sannitica che ebbe inizio nel 326 a.C.. Nel 314 a.C. i romani vinsero le città della Lega che furono completamente distrutte, ma successivamente fondarono le colonie di Sessa Aurunca e Minturnae, città che conservavano il nome e pressoché la posizione di quelle degli Aurunci.

### Conseguenze (341 - 340 a.C.)
Secondo Tito Livio, una volta che fu conclusa la pace con Roma, i Sanniti attaccarono i Sidicini con le stesse truppe con cui avevano combattuto i Romani. E poiché la sconfitta era inevitabile, i Sidicini richiesero l'aiuto al senato romano, che però preferì rifiutare. I Sidicini allora si rivolsero ai Latini, che presero immediatamente le armi per soccorrerli. Anche i Campani si unirono a loro, mentre una grande armata comandata dai Latini invadeva il Samnium. La maggior parte degli scontri avvenne come azioni di guerriglia da parte dei Sanniti, più che come operazioni di combattimento in battaglie campali da parte dei Latini, che alla fine furono costretti a ritirarsi pressoché senza combattere. I Sanniti allora inviarono una delegazione a Roma per lamentarsi dell'aggressione appena subita e chiesero che, poiché Latini e Campani erano sudditi di Roma, utilizzassero la loro autorità per prevenire ulteriori attacchi. Il Senato romano diede loro una risposta ambigua, non volendo dare l'impressione che Roma non fosse in grado di controllare i Latini ed allo stesso tempo non volendo ordinare agli stessi Latini di fermare i loro attacchi, per timore di inimicarseli. E se i Campani erano completamente sottomessi a Roma, dovendo gli stessi rispettare la volontà dei Romani, per quanto riguardava il trattato tra Roma e le città latine, nulla impediva a queste ultime di condurre una guerra per conto loro.
La risposta del Senato ai Sanniti fece sì che i Campani si schierassero contro Roma e incoraggiassero i Latini a continuare la guerra. Sotto l'apparenza dei preparativi per la guerra contro i Sanniti, Latini e Campani stavano invece preparando un'offensiva contro Roma. Era accaduto, infatti, che la notizia dell'ambasceria sannita, avesse indotto i Latini a sentirsi pronti a chiedere pari diritti ai Romani. Quando a Roma si venne a sapere ciò, i consoli dell'anno 341 a.C. lasciarono il loro posto prima della fine del loro mandato, in modo che i nuovi consoli avessero tempo sufficiente per prepararsi alla guerra imminente. I consoli eletti per l'anno 340 a.C. erano Tito Manlio Imperioso Torquato, console per la terza volta, e Publio Decio Mure.
Gli storici moderni non danno molto credito agli eventi che anticiparono la guerra latina, considerandoli come fittizi, poiché offrono troppe somiglianze con quelli che anticiparono la prima guerra sannitica. Se questa volta la proposta di sottomissione fu respinta, ciò starebbe a significare una superiorità morale del senato romano. Quanto a un complotto tra Latini e Campani, si tratterebbe solo di un’invenzione, ispirata dai complotti tra alleati italici durante la successiva guerra sociale, complotto che ugualmente fu portato alla conoscenza dei Romani.

## Casus belli

### Interpretazione degli antichi

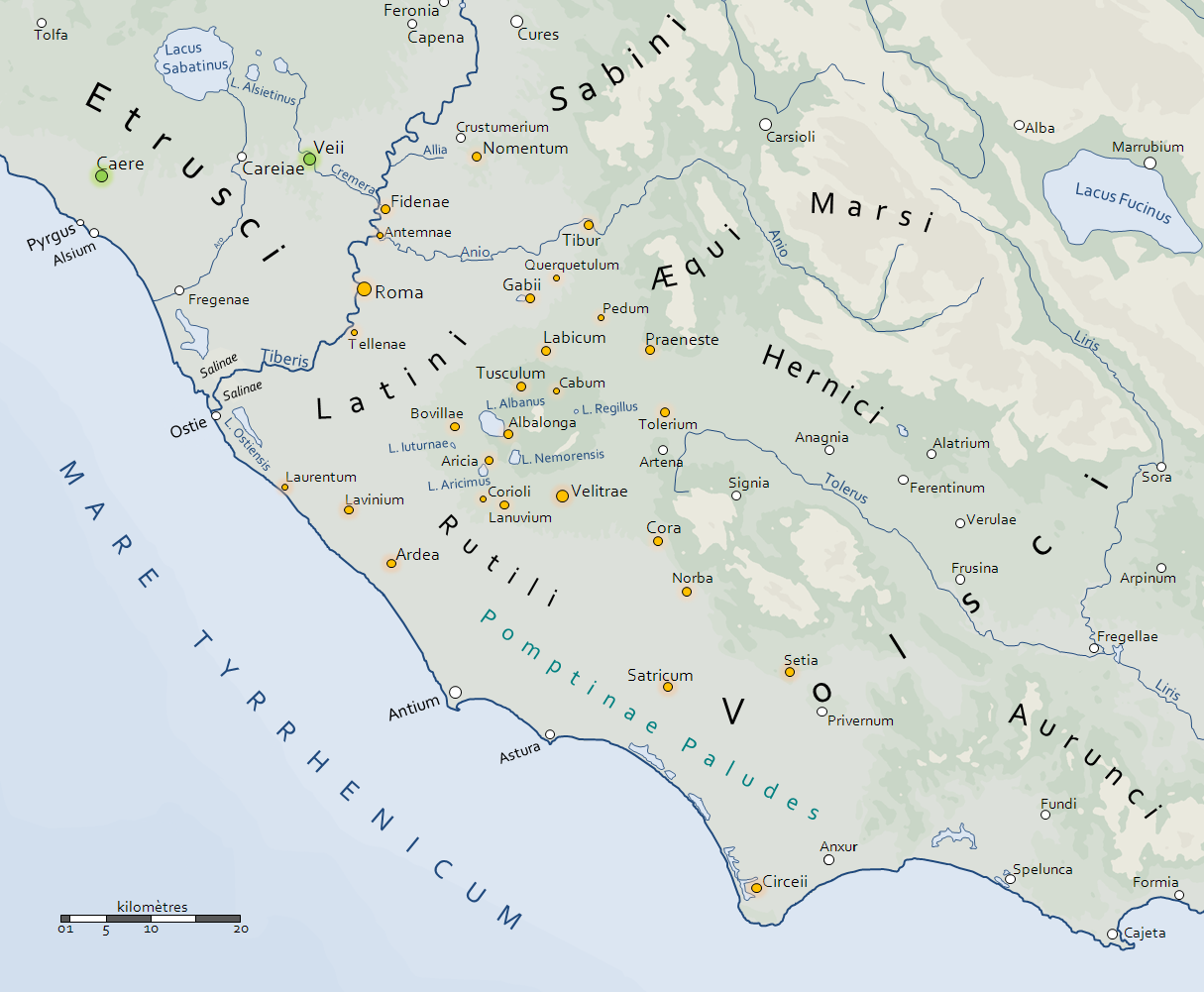
L'antico Latium vetus ed i suoi principali centri abitati.

Tito Livio riferisce che in un periodo in cui i Romani erano al corrente degli scambi segreti tra Latini e Campani, convocarono a Roma i dieci più importanti leader latini con il pretesto di trasmettere loro istruzioni riguardo alla strategia da attuare contro i Sanniti. A quel tempo i Latini erano governati da due pretori, Lucio Annio di Setia e Lucio Numisio di Circeii. E nonostante i loro sforzi, non poterono impedire che le colonie romane di Signia e Velitrae e quelle dei Volsci si sollevassero.
La convocazione dei leader latini non lascia dubbi sulle reali intenzioni dei Romani, tanto che i Latini si riunirono per prepararsi a cosa raccontare e calmare le paure dei Romani. All'incontro, Annio si lamentò del fatto che i Romani trattassero i Latini come dei sudditi piuttosto che come degli alleati e propose che i leader latini chiedessero che uno dei due consoli di Roma fosse di origine latina, così come la metà del senato, ponendo Latini e Romani su piani paritetici di uguaglianza nel governo del Lazio. Questo provvedimento adottato dal consiglio, ebbe come portavoce Annio.
()
Fu inviata, quindi, una delegazione al Senato Romano per chiedere la formazione di una singola repubblica tra Roma ed il restante Latium, con un'equiparazione delle popolazioni dello stesso. I latini chiesero inoltre che un console fosse latino. Ma Roma, che era stata la città-guida nella Lega Latina, rifiutò le loro proposte sdegnosamente, dando il via alla guerra.
Il Senato romano ricevette la delegazione latina nel tempio di Giove Ottimo Massimo sul Campidoglio, per dissuadere i Latini dal dichiarare guerra ai Sanniti a cui i Romani erano vincolati da un trattato. Nel suo discorso al Senato, Annio si fece interprete delle richieste della Lega latina per le quali ricevette un totale rifiuto da parte del console Tito Manlio Imperioso Torquato. Tito Livio riferisce che, secondo la tradizione, mentre i senatori invocarono gli dèi come testimoni del trattato che univa Roma ai Latini, Annio si prese gioco del potere divino del dio romano Giove. Lasciando il tempio, Annio cadde rovinosamente sui gradini del tempio e si trovò a terra incosciente o addirittura morto secondo alcuni. Quando Torquato, uscendo a sua volta, vide il corpo di Annio sui gradini, fece voto di vedere i fulmini abbattersi e massacrare gli eserciti latini, proprio come gli dèi avevano appena fatto con Annio. Questo discorso ottenne così il sostegno del Senato e del popolo e fu dichiarata la guerra ai Latini.

### Interpretazione dei moderni
Gli storici moderni considerano la versione di Tito Livio sulle cause della guerra, come in gran parte inventata, piena di discorsi inventati, una pratica comune tra gli storici antichi per presentare gli argomenti di ciascuna parte. Ci sono, ad esempio, delle somiglianze tra il discorso che Tito Livio fa fare a Lucio Annio e le lamentele e le richieste fatte a Roma dagli alleati italici negli anni precedenti la guerra sociale del 91-89 a.C.. Sappiamo che gran parte degli autori che servirono come fonti per Tito Livio, vissero al tempo della guerra sociale e naturalmente fecero dei paralleli con la grande guerra latina. Tra le somiglianze più sorprendenti vi è il rinvio da parte del Senato degli ambasciatori dei ribelli italici nel 90 a.C. e dei Latini nel 340 a.C..
Più avanti nella sua Ab Urbe condita libri, Tito Livio parlando della seconda guerra punica, affermava che alcune delle fonti da cui aveva attinto, riportavano che i Capuani, dopo la battaglia di Canne, inviarono un'ambasciata a Roma per chiedere una giusta quota di governo della Repubblica romana. Tuttavia, questa volta, Tito Livio rifiutò questa fonte, considerandola una duplicazione delle richieste fatte dai Latini poco prima della guerra latina. Gli storici moderni non credono che i Latini siano stati in grado di fare una tale richiesta nel 340 a.C., anche se è possibile che i Capuani possano averla fatta nel 216 a.C.. In realtà si trattava delle richieste fatte dagli alleati italici poco prima che iniziasse la guerra sociale, ma nessuna traccia di queste richieste è giunta fino a noi.
All'inizio del I secolo a.C., Roma era diventata la potenza dominante del bacino del Mediterraneo e l'acquisizione della cittadinanza romana costituiva un privilegio molto ambito. Nel IV secolo a.C., queste considerazioni erano ovviamente anacronistiche. Nel 340 a.C., Roma era ancora una potenza locale nel Lazio, la cui politica aggressiva in Campania era vissuta come una minaccia per l'integrità delle comunità latine che rischiavano così di trovarsi intrappolate nel territorio romano. E piuttosto che una conseguenza del rifiuto dei Romani di aprire il governo ai latini, la guerra latina fu in realtà l'ultimo atto di resistenza di questi ultimi, che cercavano di preservare la loro indipendenza. In questo tentativo, si unirono i Volsci, che condividevano gli stessi timori come i Campani, i Sidicini e gli Aurunci, tre popolazioni che si trovavano in mezzo ai due poteri dell'Italia centrale, la Repubblica romana e i Sanniti.
L'abbandono di Teanum Sidicinum fu un duro colpo per l'economia e il commercio dei Latini e i Sidicini si appellarono a loro. Inoltre i Campani potrebbero essersi sentiti traditi da questo rinnovo del patto romano-sannita, sebbene Capua fosse stata difesa dall'attacco dei Sanniti dai Romani, Roma era intervenuta in Campania solo per ottenere un punto d'appoggio in quest'area. Nel 340 a.C., la lega latina, i Sidicini, alcune città campane, ma anche i Volsci e gli Aurunci, entrarono in guerra con Roma, a sua volta alleata con i Sanniti. Essi avevano l'obbiettivo comune di riconquistare la propria indipendenza da Roma e fermare la marcia delle due grandi potenze di questa regione.

## Forze in campo
Romani e alleati
Da una parte vi sarebbero stati i Romani e gli alleati Sanniti, con i quali avevano sottoscritto un'alleanza (foedus) nel 354 a.C..
Lega latina e alleati
Dall'altra parte vi erano i Latini, i Volsci, gli Aurunci, i Sidicini ed i Campani di Capua e Cuma.

## Guerra latina

### Cosa tramandano gli autori antichi

#### Prima campagna (340 a.C.)

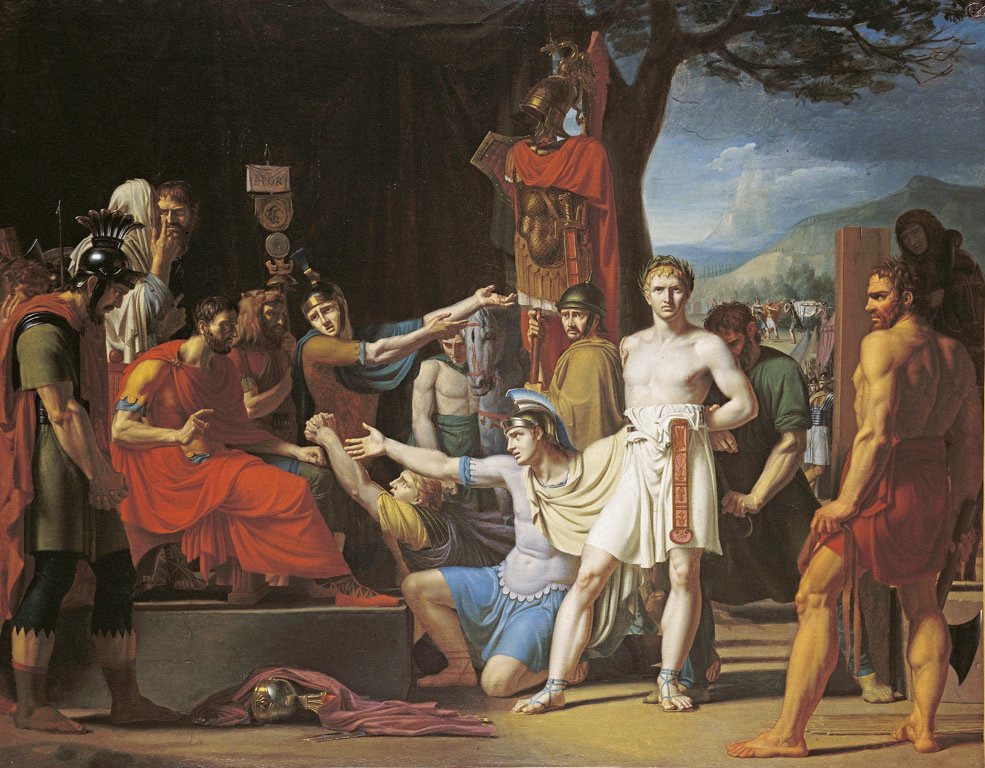
Tito Manlio Imperioso Torquato condannò a morte suo figlio per aver avuto, nonostante si fosse difeso, un duello prima della battaglia contro un campione dei Latini, uscendo dai ranghi dell'esercito schierato senza che gli fosse stato accordato

La storia delle operazioni militari inizia in Tito Livio con l'episodio della «sentenza di Manlio», il nome del console Tito Manlio Imperioso Torquato, il quale mise a morte suo figlio per aver disobbedito ai suoi ordini. Questo ebbe come effetto immediato di riportare la disciplina tra le file dell'esercito romano e lasciare, secondo lo storico romano, «un triste ricordo ai posteri». L'autore romano insiste sul fatto che i due eserciti, quello romano e latino, fossero molto simili per strategia, tattica e equipaggiamento.
I Latini penetrarono nel Samnium. L'esercito romano-sannita si diresse, quindi, verso il lago Fucino, evitando il Lazio ed entrando nel territorio della Campania. Qui attaccò i Latini e i Campani nei pressi del Vesuvio. Durante la battaglia che seguì, i Romani furono guidati dai consoli Publio Decio Mure e Tito Manlio Imperioso Torquato. Il primo, vedendo che il combattimento era a sfavore dei Romani che erano in inferiorità numerica, si appellò alla formula della devotio e si sacrificò per salvare il suo esercito. Il suo collega ottenne così la vittoria, aiutato dal terrore generato nei Sanniti schierati in battaglia ai piedi del vulcano. Le fonti di Tito Livio divergono sul ruolo di quest'ultimo.
(Livio, VIII, 10.7-8.)

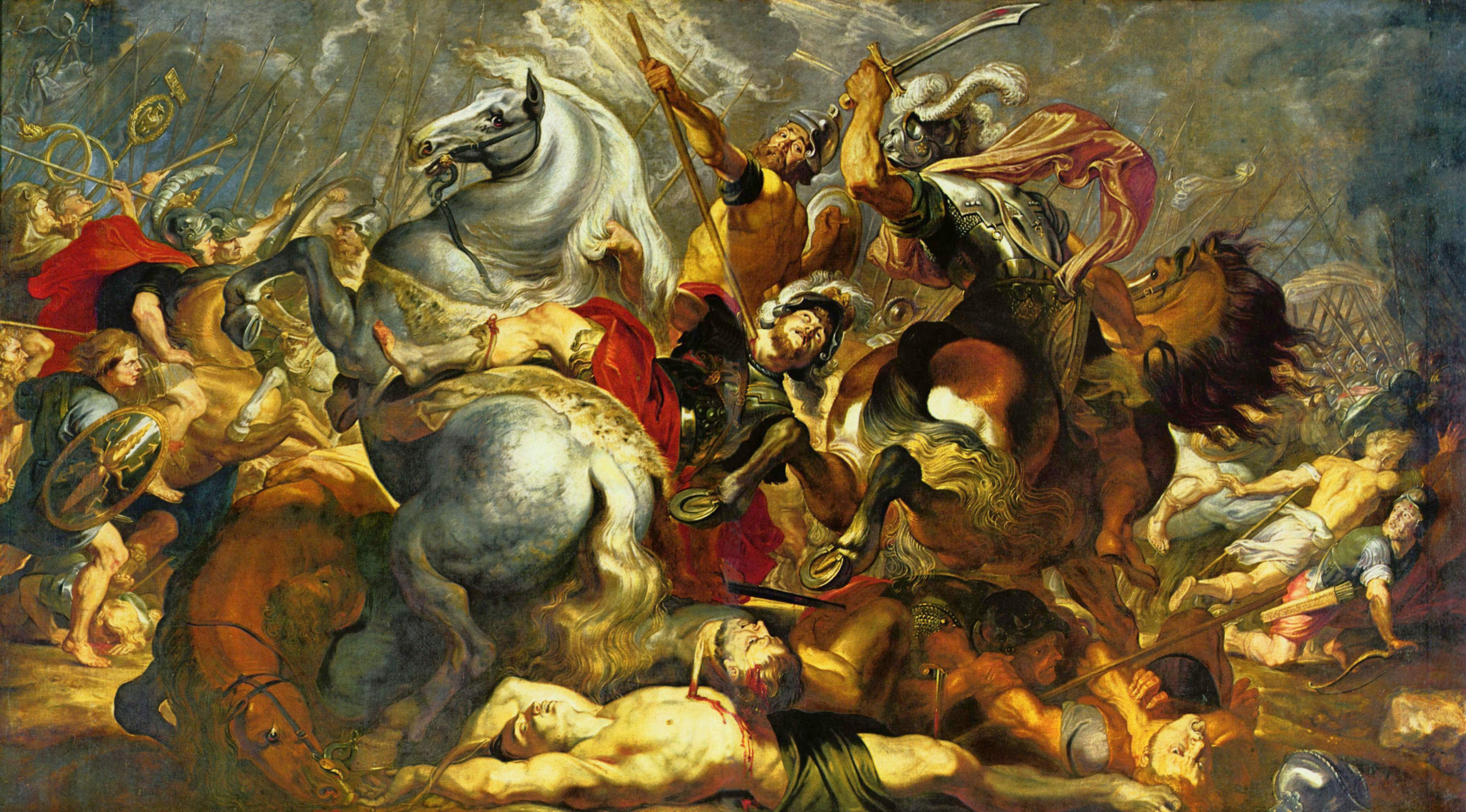
La morte di Publio Decio Mure, console nel 340 a.C., nel corso della Battaglia del Vesuvio (opera di Peter Paul Rubens, 1617-1618, Vaduz, Sammlungen des Regierenden Fürsten von Liechtenstein).

La maggior parte dei Campani fu fatta prigioniera. Il campo dei Latini venne occupato e solo un quarto delle loro forze riuscì a fuggire e a ritirarsi a Minturnae, quindi a Vescia, entrambe città degli Aurunci. E se l'esercito latino-campano era stato sconfitto, anche i Romani avevano subito pesanti perdite.
I Latini allora, sotto la spinta del loro comandante Numisio, riunirono un nuovo esercito soprattutto facendo ricorso ai Volsci. Il console Tito Manlio marciò contro di loro e li intercettò tra Sinuessa e Minturnae. Lo scontro vide l'armata romana ottenere una nuova vittoria contro quella latino-volsca nei pressi di Trifano dove, «il disastro dei Latini fu tale che, vedendo il console romano condurre il suo esercito vittorioso al saccheggio delle loro campagne, tutti preferirono sottomettersi: seguì la sottomissione dei Campani». Al console Tito Manlio venne concesso, quindi, il trionfo a Roma su Latini, Campani, Sidicini e Aurunci.
Poco dopo gli Antiates condussero una serie di incursioni nei territori di Ostia, Ardea e di Solonium. Il console Tito Manlio Torquato, caduto malato, non potendo condurre lui la guerra, preferì nominare un dittatore, Lucio Papirio Crasso, che non fece nulla di memorabile contro gli Antiates. Occupò il territorio di Antium e qui vi rimase ponendovi il proprio accampamento per alcuni mesi.

#### Seconda campagna (339 a.C.)
I nuovi consoli romani eletti per l'anno 339 a.C. furono Tiberio Emilio Mamercino e Quinto Publilio Filone. Tito Livio ricorda di una ribellione tra i Latini, vinti nelle pianure di Fenectum da Publilio Filone. Il suo collega intanto marciò contro Pedum, che si trovava tra Gabii e Tibur, ed era sostenuta da Praeneste, Velitrae, Lanuvium e Antium. Seguì una vittoria decisiva riportata contro Pedum. Quinto Publilio Filone ottenne così il trionfo, e, secondo Tito Livio, questo provocò la gelosia del suo collega che tornò a Roma per ottenere lo stesso onore, abbandonando la guerra ancora in corso.

#### Ultima campagna (338 a.C.)
Nel 338 a.C., furono eletti consoli Lucio Furio Camillo e Gaio Menio Publio. Essi si misero subito in marcia per contrastare le forze ribelli latine, ripartendo dall'assedio di Pedo. Furio Camillo sconfisse i Tiburtini e i loro alleati e poi riuscì a prendere la città stessa. Gaio Menio intanto riuscì a sconfiggere gli eserciti dei Latini e dei Volsci di Antium, Lanuvium, Aricia e Velitrae durante la battaglia navale di Anzio, presso capo d'Astura. E alla fine i due consoli riuscirono a soggiogare l'intero Latium.
I due consoli ottennero di essere onorati con l'erezione a ciascuno di una statua equestre nel Forum Romanum oltre al trionfo, Furio Camillo sugli abitanti di Pedo e Tibur, Menio sugli Anziati e gli abitanti di Lavinium e Velitrae.

### Interpretazioni moderne
Nel 340 a.C., gli eserciti romani attraversarono i territori dei Marsi e dei Peligni per unire le loro forze a quelle dei Sanniti, evitando così di dover passare per le terre dei Latini e dei loro alleati Volsci, Aurunci e Campani. L'esercito romano-sannita invase poi la Campania attraverso la vallata del fiume Volturno. La posizione della battaglia del Veseris è stata oggetto di discussione: potrebbe essere avvenuta ai piedi del Vesuvio, senza che si sappia se Veseris designi un'altezza, un fiume o una località; oppure si trovi sul territorio di Vescia, non lontano da Minturnae, dove i Latini si riunirono dopo la loro sconfitta, nella terra degli Aurunci alla foce del Liri. Questa battaglia potrebbe essere altresì conosciuta come la battaglia di Trifano, sul Liri, citata degli storici moderni come l'unica battaglia realmente accaduta nel 340 a.C.. Diodoro Siculo menziona solo una battaglia a Suessa Aurunca.
Gli storici moderni hanno notato che questa parte della narrazione di Tito Livio è confusa e inaffidabile. Deve esserci stato un solo scontro decisivo nel paese degli Aurunci, non vicino al Vesuvio. Ci può essere stata una confusione nelle fonti di Tito Livio con un altro imponente cratere nel paese degli Aurunci, la "Rocca Mafina", non lontano da Minturnae, Vescia e Suessa Aurunca. La decisiva vittoria di Romani e Sanniti sugli alleati è riconosciuta comunque come fatto realmente storico.
Rimane poco chiaro il ruolo dei Sanniti. Non a caso Dionigi di Alicarnasso li introduce troppo tardi nelle vicende, mentre Tito Livio presenta diverse versioni sul loro possibile intervento. Gli storici moderni tendono oggi a credere che i Sanniti abbiano giocato un ruolo altrettanto importante dei Romani nella sconfitta schiacciante sui Latini e sui loro alleati.
Per quanto riguarda la devotio di Publio Decio Mure, questa si ripete nella storia romana con quella del figlio nel 295 a.C. nella battaglia di Sentino durante la terza guerra sannitica e con quella di suo nipote nella battaglia di Ascoli nel 279 a.C. durante le guerre pirriche. La prima devotio di un Decio Mure rimane la più discussa.
Come risultato di questa travolgente vittoria, non rimase a Roma e ai suoi alleati di occupare i territori ribelli. Queste campagne militari, tenendo conto della superficie occupata dai Latini e dai Campani, richiesero logicamente almeno due anni.

## Conseguenze

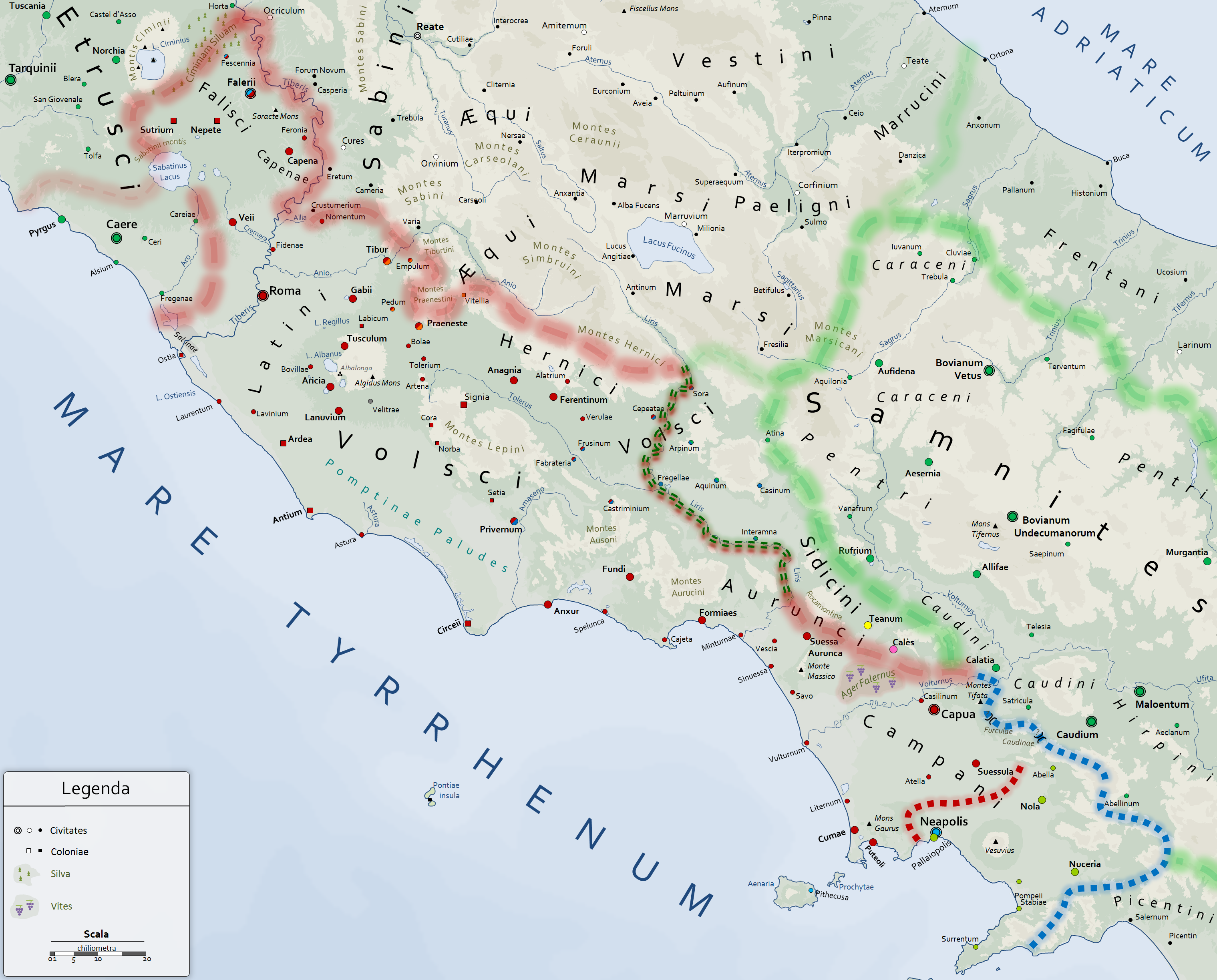
Mappa del Latium, della Campania e del Samnium alla fine della guerra latina.
Legenda con i colori della città e colonie:
Legenda dei colori dei confini:

██ Etruschi

██ Falisci con lo statuto di alleati di Roma

██ Romani

██ Città latina con lo statuto di alleato di Roma

██ Città dominata da Roma o colonia romana popolata da nativi Volsci

██ Sidicini

██ Aurunci

██ Città volsche o sannite 

██ Sanniti (Caraceni, Pentri, Caudini, Irpini)

██ Campani sotto l’influenza sannita 

██ Greci

██ Popoli neutrali : Umbri, Sabini, Equi, Vestini, Marsi, Peligni, Marrucini, Frentani e Piceni

██ Confini approssimativi della sfera d'influenza romana e sannita sulla base del trattato del 354 a.C.

██ Confini approssimativi dei territori sotto il dominio romano

██ Confini approssimativi dei territori sotto il dominio sannita

██ Confini approssimativi dello stato campano di Capua

██ Confini tra il Samnium e la Campania

### Cosa tramandano gli autori antichi

#### Dopo la campagna del 340 a.C.
Tito Livio riferisce che nel 340 a.C., Roma decise di occupare i territori latini, a cui si uniscono i territori di Privernum e quelli di Falerno che appartenevano alla città di Capua, fino al fiume Volturno: «Diamo a sorte, o due acri di terra del Latium, con in aggiunta tre quarti di un ettaro di terreno di Priverno, oppure tre acri di terra di Falerno, vale a dire un quarto in più a causa della distanza».
Gli abitanti di Laurentum e gli equites di Capua, che restarono fedeli a Roma, furono ricompensati con il rinnovo del trattato di alleanza per i primi, il diritto di cittadinanza ai secondi con l'aggiunta di una indennità di 450 denarii ciascuno, pagata dalla gente della loro città.

#### Dopo la campagna del 338 a.C.
I Romani preferirono decidere il destino dei vinti caso per caso, successivamente in base ai meriti di ciascuno, e indipendentemente gli uni dagli altri. Tito Livio ce ne dà alcuni esempi:
- Alla città di Lanuvium fu garantita la cittadinanza. Furono concessi i loro usi e costumi riguardo alle feste religiose, a condizione che il tempio e il bosco sacro dedicato a Giunone Sospita fosse lo stesso tra i cittadini di Lanuvium e quelli di Roma;[87]
- Aricia, Nomentum e Pedum ricevettero, come Lanuvium, il diritto di cittadinanza;[87]
- Tusculum, che aveva ottenuto il diritto di cittadinanza dal 381 a.C., riuscì a mantenerlo e la sua rivolta passò come un crimine solo di qualche ribelle fazioso;[87]
- Le città di Tibur e Praeneste persero il loro territorio, non solo a causa della rivolta dell'ultima guerra, ma anche per le guerre romano-latine degli anni (389 - 354 a.C.), in cui erano a capo della fazione avversa a Roma.[88]
- A tutte le popolazioni sopra menzionate fu proibito lo ius connubii, lo ius commercii e lo ius migrandi, non potendosi più riunire tra loro.[89]
- Per Velitrae, composta da cittadini romani ma tante volte ribellatisi, le mura furono distrutte e gli abitanti furono tutti esiliati al di là del Tevere, e nello stesso territorio fu dedotta una nuova colonia in sostituzione;[90]
- Antium ricevette nuovi coloni, con il permesso per gli Antiates di registrarsi anch'essi coloni. La colonia ricevette il diritto di cittadinanza, ma la sua flotta venne confiscata,[90] una parte venne bruciata, la rimanente fu integrata nella flotta romana. Sei rostri navali furono posti nel Forum Romanum per decorarne la tribuna e a ricordo della vittoriosa battaglia navale di Anzio.[91]
- Le città di Fundi e Formiae, tra le terre dei Volsci e degli Aurunci, ricevettero il diritto di cittadinanza senza diritto di voto, avendo sempre permesso di transitare nei propri territori in modo sicuro e senza alcun pedaggio.[89] Una campagna militare fu necessaria nel 335/334 a.C. per sottomettere le popolazioni di Aurunci e Ausoni di Cales e collegare il Latium alla Campania;
- Ai Campani che non erano legati ai Latini, come pure all'aristocrazia di Capua, fu concessa la cittadinanza senza diritto di voto. La nobilitas di Cuma e Suessula ricevette gli stessi vantaggi di quelli assegnati a Capua nel 340 a.C.[92]

### L'opinione degli storici moderni
La prima conseguenza della guerra latina fu lo scioglimento della Lega latina e la riorganizzazione dell'antico Latium e Campania da parte di Roma, che trattò ciascuna città o popolo caso per caso. Tutte le città persero i benefici del precedente patto siglato tra Roma e la "Lega", che garantiva i matrimoni, le transazioni commerciali e i trasferimenti di proprietà all'interno della stessa federazione di città. Ciò dimostra che tutta la solidarietà che si era creata tra le vari città latine fu definitivamente sciolta e che la sola relazione possibile fosse quella tra le singole città del Latium e Roma.
Gli storici moderni non mettono in discussione gli scritti di Tito Livio sugli accordi presi da Roma con ciascuna città.
Laurentum, rimasta fedele, vide il rinnovo del suo antico patto con Roma. Le altre città latine dovettero sottomettersi, alcune ricevendo o mantenendo la cittadinanza romana senza restrizioni (civitas cum suffragio) come Lanuvium, Aricia, Nomentum, Pedum e Tusculum, altri conservarono il loro stato di alleati (civitates foederatae), perdendo parte del loro territorio come Tibur e Praeneste. Velitrae fu distrutta e i suoi abitanti furono esiliati. Nel 332 a.C., Roma creò due nuove tribù per il Latium, la Maecia e la Scaptia.
Per le città della Campania, per Aurunci e Volsci, le loro città ottennero la cittadinanza senza diritto di voto (civitas sine suffragio), come Cuma, Suessula, Fundi e Formia, che consentirono loro di mantenere un'autonomia gestionale e propri magistrati dotati di un loro titolo tradizionale. Ad Antium fu dedotta una nuova colonia, mentre il porto venne requisito. Gli Anziati ottennero quindi il diritto di registrarsi tra i coloni e di ricevere quindi la cittadinanza romana.
Il caso di Capua è molto particolare, poiché da un lato la gente comune fu punita, l'ager Falernus fu sottratto alla città per questa ragione, ma d'altra parte gli equites della città rimasti fedeli a Roma furono ricompensati con la piena cittadinanza e una indennità pagata dai loro stessi concittadini. Nel 334 a.C., tutto il popolo di Capua ricevette la cittadinanza senza il diritto di voto (sine suffragio). La città mantenne per tutto il III secolo a.C. la sua lingua nativa e le sue istituzioni, come il meddix tuticus, il magistrato supremo. Fino alla seconda guerra punica, l'aristocrazia di Capua ebbe un rapporto privilegiato con quella di Roma, e i membri delle grandi famiglie campane come i Decii o gli Atilii diedero dei consoli a Roma. Tuttavia siamo lontani dal poter dire che si trattasse di uno «stato a due teste romano-campano», dove invece solo Roma mantenne il potere del comando.

## Le conseguenze geopolitiche
Gli eventi della prima guerra sannitica e della guerra latina rappresentano i primi passi della conquista romana dell’Italia. Questa fu la prima volta che vide Roma intervenire al di là del Latium e dei suoi dintorni. Tutti questi nuovi alleati dei Romani, dal Latium alla Campania, furono obbligati a registrarsi per censo e soprattutto a servire nelle legioni romane, aumentando enormemente gli effettivi dell'esercito romano.
È evidente che Roma beneficiò maggiormente della vittoria comune insieme ai Sanniti dopo la guerra latina. Il potere romano su Latium e Campania, così come il rafforzamento dei confini con i vicini Sanniti, sfociò alla fine nel 327 a.C. nella seconda guerra sannitica.